# Genazzano (vino)
Il Genazzano è una DOC riservata ad alcuni vini la cui produzione è consentita nella città metropolitana di Roma e nella provincia di Frosinone.

## Zona di produzione
La zona di produzione del vino Genazzano DOC comprende l'intero territorio dei seguenti comuni:
Città metropolitana di Roma
- Genazzano, Olevano Romano, San Vito Romano e Cave.

Provincia di Frosinone
- Paliano.

## Storia
La presenza della viticoltura nella zona di produzione del Genazzano DOC risale all'epoca romana: Galeno lo descrive come fra i vini più esquisiti senza aggiungere ulteriori dettagli considerata la sua notorietà all'epoca. Nel medioevo gli Statuta Olibani, emanati il 15 gennaio 1364, regolamentavano la vita del Castro Olibana che si estendeva sul territorio dei comuni di Olevano romano e Genazzano. Questi contenevano numerose informazioni circa le zone da destinare a vigneto, le modalità per determinare l’epoca della vendemmia e la regolamentazione del commercio del vino.
Nei corso dei secoli la viticoltura ha mantenuto il ruolo di coltura principe del territorio.

## Tecniche di produzione
Per la produzione sono considerati idonei unicamente i vigneti ubicati ad altimetria non superiore a 600 m s.l.m. È vietata ogni pratica di forzatura.
La vinificazione deve essere effettuata all'interno della zona di produzione. Sulle bottiglie ed altri recipienti, contenenti i vini Genazzano DOC, è obbligatorio l'indicazione dell'annata di produzione delle uve. La messa in commercio può avvenire anche in contenitori differenti dal vetro quali le bag-box con pezzature non inferiori ai 2 lt.

## Disciplinare
Il Genazzano DOC è stato istituito con DM 26 giugno 1992 pubblicato sulla Gazzetta Ufficiale n. 160 del 9 luglio 1992.
Successivamente è stato modificato con:
- DM 21 luglio 2010 G.U. 180 - 04 agosto 2010;[1]
- DM 30 novembre 2011 G.U. 295 - 20 dicembre 2011 - Pubblicato sul sito ufficiale del Mipaaf Sezione Qualità e Sicurezza - Vini DOP e IGP;[1]
- La versione in vigore è stata approvata con DM 07 marzo 2014 - Pubblicato sul sito ufficiale del Mipaaf Sezione Qualità e Sicurezza - Vini DOP e IGP.[1]

## Tipologie

### Genazzano rosso
| uvaggio                        | Ciliegiolo min.85% altri vitigni a bacca rossa idonei alla coltivazione per la Regione Lazio, da soli o congiuntamente, fino ad un massimo del 15% |
| titolo alcolometrico minimo    | 11,50% vol. |
| acidità totale minima          | 5,0 g/l. |
| estratto secco minimo          | 18,00 g/l |
| resa massima di uva per ettaro | 130 q. |
| resa massima di uva in vino    | 65 % |

#### Caratteri organolettici
- Aspetto: rosso rubino;[7]
- Olfatto: vinoso, fruttato, fragrante, fresco, delicato;[7]
- Gusto: fresco.[7]

#### Abbinamenti consigliati
Primi piatti con sughi di carne, carne arrosto o alla griglia.

### Genazzano bianco
| uvaggio                        | Malvasia Bianca di Candia: min. 85% altri vitigni a bacca bianca idonei alla coltivazione per la Regione Lazio, da soli o congiuntamente, fino ad un massimo del 15% |
| titolo alcolometrico minimo    | 11,00% vol. |
| acidità totale minima          | 4,5 g/l. |
| estratto secco minimo          | 16,00 g/l |
| resa massima di uva per ettaro | 140 q. |
| resa massima di uva in vino    | 70 % |

#### Caratteri organolettici
- Aspetto: Giallo paglierino con riflessi verdolini;[8]
- Olfatto: delicato, fruttato;[8]
- Gusto: sapido, fresco, armonico.[8]

#### Abbinamenti consigliati
Antipasti di pesce, pesce al forno o alla griglia.